# District de Houbi
Pour l'onomatopée, voir Marsupilami#Dialogue.
Le district de Houbi (chinois traditionnel : 後壁區 ; pinyin : hòubì qū ; anglais : Houbi District) est un district de la municipalité spéciale de Tainan.

## Histoire
En 1684, alors que la structure administrative de la région est remaniée, le territoire n'est encore qu'une vaste terre stérile.
Pendant la période de domination japonaise, plusieurs villages sont fusionnés le 1er septembre 1920 pour former le village de Houbi.
Après la Seconde Guerre mondiale, le village de Houbi est structuré en tant que canton de Houbi.
Le 25 décembre 2010, alors que le comté de Tainan fusionne avec la ville de Tainan, le canton de Houbi est restructuré en tant que district de Houbi.

## Géographie
Le district couvre une superficie de 72,22 km2.
Il compte 23 305 habitants d'après le recensement de janvier 2019.